# Гавриил Ловчански
Гавриил е български духовник, ловчански митрополит на Българската православна църква от 2001 година.

## Биография
Роден е на 16 юли 1950 година в София със светското име Цветан Методиев Динев. Живее с родителите си в Чехословакия (1953 – 1966), където завършва основно образование. Завръща се в България и в 1969 година започва да учи във Висшия институт по архитектура и строителство, който завършва в 1973 година.
По време на следването си се запознава с епископ Партений Левкийски, който става негов изповедник и му оказва силно влияние. В 1973 година се премества да живее в Клисурския манастир „Света Петка“ край Банкя, където схиигумения монахиня Мария става негова духовна наставница. На 27 декември 1979 г. в манастира е постриган в монашество с името Гавриил от Партений Левкийски. На Възнесение Христово 1980 година епископ Партений го ръкополага за йеродякон, а на Свети Дух същата година за йеромонах и е назначен за игумен на манастира „Света Петка“.
През 1984 година завършва задочно Софийската духовна семинария и през есента на същата година започва богословска специализация в Московската духовна академия в 1984 – 1986 година, където работи под научното ръководство на митрополит Питирим Волоколамски и Юриевски. На 24 май 1986 г. в Българското църковно подворие „Св. св. Кирил и Методий“ в Москва е възведен в архимандритско достойнство от митрополит Филарет Мински и Белоруски с благоволението на Светия Синод на Българската православна църква. В 1986 година защитава докторат по богословие със заглавие „Характерни черти на подвига на руските подвижници на благочестието през XIX век“.
От септември 1986 г. е предстоятел на Българското църковно подворие при Московската патриаршия. Като настоятел ремонтира подворието, построява нова сграда и параклис и реставрира всички храмови икони. Патриарх Пимен Московски го награждава два пъти. В 1988 година участва в организацията на посещението на патриарх Максим Български в Москва по повод 1000-годишнината от покръстването на руския народ и 45-годишнината от откриването на Българското църковно подворие в Москва.
Завръща се в България в 1991 година и е назначен за протосингел на Софийската митрополия, а от 1994 година е и игумен на Клисурския манастир „Света Петка“. По време на разкола поддържа единството на Българската православна църква срещу така наречения Алтернативен синод. На 19 октомври 1998 година в Рилския манастир е ръкоположен в епископски сан с титлата „Макариополски“ и е назначен за викарий на софийския митрополит.
На 21 януари е избран и на 28 януари 2001 година е канонически утвърден за ловчански митрополит.
В 2007 година става ръководител на Работната група по въпросите на религиозното образование при Синода. От 2009 година оглавява Върховния църковен съвет Синода, а през 2011 г. започва да ръководи и Културно-просветния му отдел.
Почетен гражданин на Ловеч от 26 март 2015 г. „За личностен принос и заслуги за духовното развитие и израстване на град Ловеч“.